# Afspeellijst
Een afspeellijst of playlist is een vooraf bepaalde lijst van muziek of film(fragmenten). Deze lijsten worden onder andere in winkels, webcasts en bij radio- en videoclipstations gebruikt. Het doel van een afspeellijst is meestal om een bepaalde regelmaat in de gedraaide muziek te krijgen en dit goed uit te balanceren.
Voor radiostations is het dankzij vaststaande afspeellijsten, vastgesteld van bovenaf, mogelijk een duidelijk imago uit te stralen. Dit is een stuk lastiger wanneer diskjockeys een vrije platenkeuze hebben. Hoewel de meeste radiostations tegenwoordig afspeellijsten hanteren, beschouwt een aantal diskjockeys dit nog als deel van hun werk. Sommige (populaire) dj's, zoals Edwin Evers en Rob Stenders, hebben een vrije platenkeus binnen een met afspeellijsten werkend radiostation contractueel kunnen afdwingen. Stenders besloot dan ook te vertrekken bij de zender Caz!, toen het station dit niet langer wilde toestaan. 
Afspeellijsten van radiostations worden vaak ook op de site van het betreffende radiozender vermeld, zodat luisteraars kunnen zien wat er zoal gedraaid zal worden op de zender, wat handig is als een luisteraar wil weten wanneer zijn of haar favoriete nummer zal worden gedraaid. Ook kan de luisteraar aan de hand hiervan zien of de muziek op de zender hem of haar aanspreekt.
Mediaspelers op computer of smartphone en streamingdiensten voor muziek en films stellen playlists voor en bieden de optie om zelf afspeellijsten aan te maken. Het kan een lijst zijn in een bepaalde volgorde of willekeurig. Afspeellijsten kunnen gemaakt worden per muziekgenre, artiest, sfeer, doelgroep of voor een bepaalde gelegenheid.  